# Савешти (Дамбовица)
Савешти (рум. Săvești) насеље је у Румунији у округу Дамбовица у општини Браништеа. Oпштина се налази на надморској висини од 162 m.

## Становништво
Према подацима из 2002. године у насељу је живело 227 становника, од којих су сви румунске националности.